# Преподобническая церковь
Преподобническая церковь (церковь во имя преподобных Павла Фивейского и Иоанна Кущника) — бывший православный храм в слободе хуторе Краснополье Области Войска Донского, ныне село Волгоградской области.

## История
Церковь была построена в 1802 году (по другим данным в 1806 году) на средства помещиков: генерал-майора Ивана Козьмича Краснова и сына его — полковника Ивана Ивановича.
Была она каменная с такой же колокольней, покрытые листовым железом; ограда вокруг храма также была каменная. Престол в церкви один — во имя преподобных отцов Павла Фивейского и Иоанна Кущника. По штату притч состоял из одного священника и одного псаломщика. Известным священником храма с 1832 по 1842 год был Якимовский Алексей Степанович.
Церкви принадлежали: каменная кладовая и деревянная караулка, крытая железом, а также деревянный дом для священника, крытый соломой. Земли при церкви (отмежеванной помещиком Семеном Ивановичем Красновым) было 25 десятин. Церковное приходское попечительство было открыто при церкви в 1868 году. При храме также существовала церковная школа грамоты, открытая в 1898 году.
Церковь Павла Фивейского и Иоанна Кущника находилась от консистории — в 400 верстах, от местного благочинного — в 50 верстах. Хутора прихода — посёлки Надеждинский и Новосельский. В его окрестности находились ближайшие церкви: слободы Успенской — в 14 верстах, хутора Нижне-Реченского — в 8 верстах и станицы Луковской — в 30 верстах.
После Октябрьской революции, в советское время, церковь была закрыта. В 1960-х годах — разрушена.